# Onthophagus muticifrons
Onthophagus muticifrons é uma espécie de inseto do género Onthophagus, família Scarabaeidae, ordem Coleoptera.

## História
Foi descrita cientificamente por Endrödi em 1973.